# Djurgårdens IF Fotboll 1962
Djurgårdens IF Fotboll, spelade i allsvenskan 1962. DIF slutade på en 2:a plats i serien efter IFK Norrköping, så man blev även den bästa klubben ifrån Stockholm.
Publiksnittet på hemmamatcherna denna säsong var 16264. 
Den interna skytteligan vanns av Leif Skiöld med 21 gjorda mål.